# Eduba

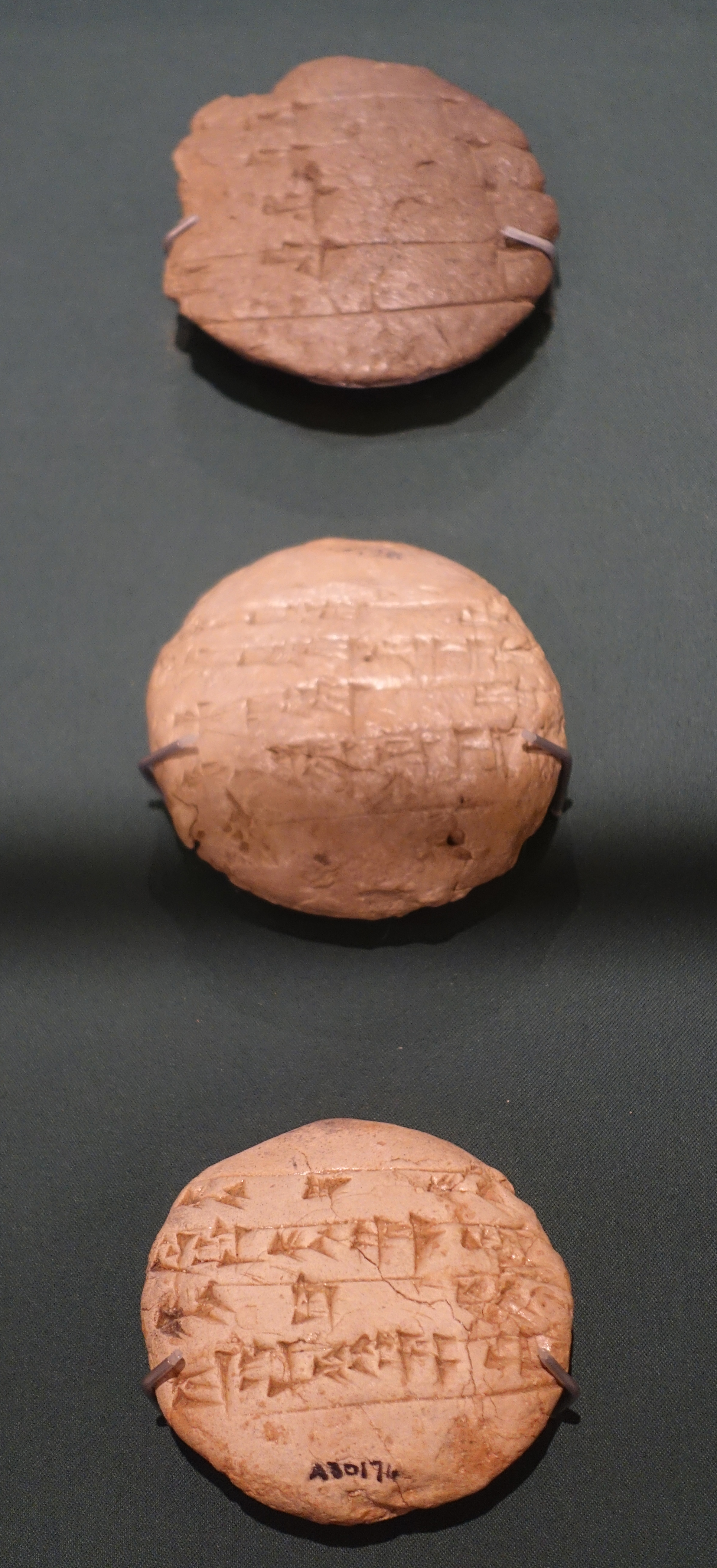
Exercices d'une école scribale sur tablettes lenticulaires en écriture cunéiforme - Nippur

Les edubas ou edubbas sont les premières écoles de scribes apparues vers le IVe millénaire av. J.-C. dans les plaines fertiles de Babylonie, près des rives du Tigre et de l'Euphrate, et étaient destinées à l'apprentissage des savoirs.

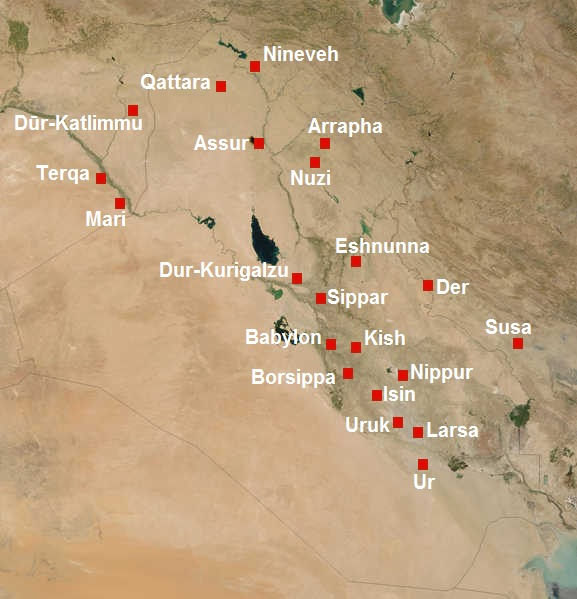
La Mésopotamie au IIe millénaire avant J.C. (localisation Nippur)

Ces maisons des tablettes, fleurissent dans toutes les grandes cités de la Mésopotamie à la fin du IIIe millénaire avant notre ère, à l'image de la plus importante d'entre elles dans la ville de Nippur.  
Les écoles scribales peuvent regrouper des dizaines d'habitations, maisons basses, qui donnent sur autant de cours à ciel ouvert. 

## Enseignement
L'école était divisée en trois niveaux : élémentaire, intermédiaire et avancé. À la tête de l'école se trouve un « ummia », l'expert, assisté par un moniteur. 
Les scribes y écrivent sur des plaques d'argile, en écriture cunéiforme à l'aide d'un calame, morceau de roseau biseauté dont la pointe est appliquée sur la surface tendre et fraîche de l'argile,.  
Les étudiants y apprennent le sumérien, la langue savante (alors langue morte) bien qu'ils utilisent l'akkadien dans la vie courante . Ils font de la copie, des exercices d'écriture (syllabaires, listes de vocabulaire, textes complets) ou des compositions. Ils apprennent la comptabilité et les sciences les plus avancées de l'époque, dont les mathématiques. Celles des scribes utilisent une numération en base soixante (numération sexagésimale). La base soixante est l'ancêtre de celle utilisée encore de nos jours pour les heures ou les mesures d'angles.